# Apagomerina lepida
Apagomerina lepida là một loài bọ cánh cứng trong họ Cerambycidae.